# Muay boran
La muay boran (มวยคาดเชือก) è un'arte marziale thailandese. È un termine ombrello per una serie di stili, ed è il diretto progenitore della muay thai. Se la muay thai è conosciuta come l’arte delle otto armi (ovvero gambe, ginocchia, pugni e gomiti), la muay boran aggiunge a queste anche la testa oltre ad un grande numero di movimenti di controllo, intrappolamento e proiezione a terra.

## Differenze tra muay thai e muay boran
La muay thai, anche se ad un osservatore inesperto può apparire come uno scontro all'ultimo sangue, è fondamentalmente una pratica sportiva accuratamente regolamentata, in cui due atleti si affrontano mostrando il massimo fair play in tutte le loro azioni, rispettando prima, durante e dopo il match il proprio avversario. Nello studio della muay boran invece, il praticante, pur crescendo atleticamente in un contesto in cui il termine ‘rispetto’ è alla base di ogni sessione di allenamento, parte dal presupposto di doversi attrezzare per far fronte ad un vero nemico, schierato contro di lui sul campo di battaglia, e perciò, non meritevole di alcun trattamento ‘sportivo’. La conseguenza di ciò è che le tecniche e l'approccio stesso della muay boran sono tarate per uno scontro senza quartiere e non proprio per una pratica ludico-agonistica
.

## Storia

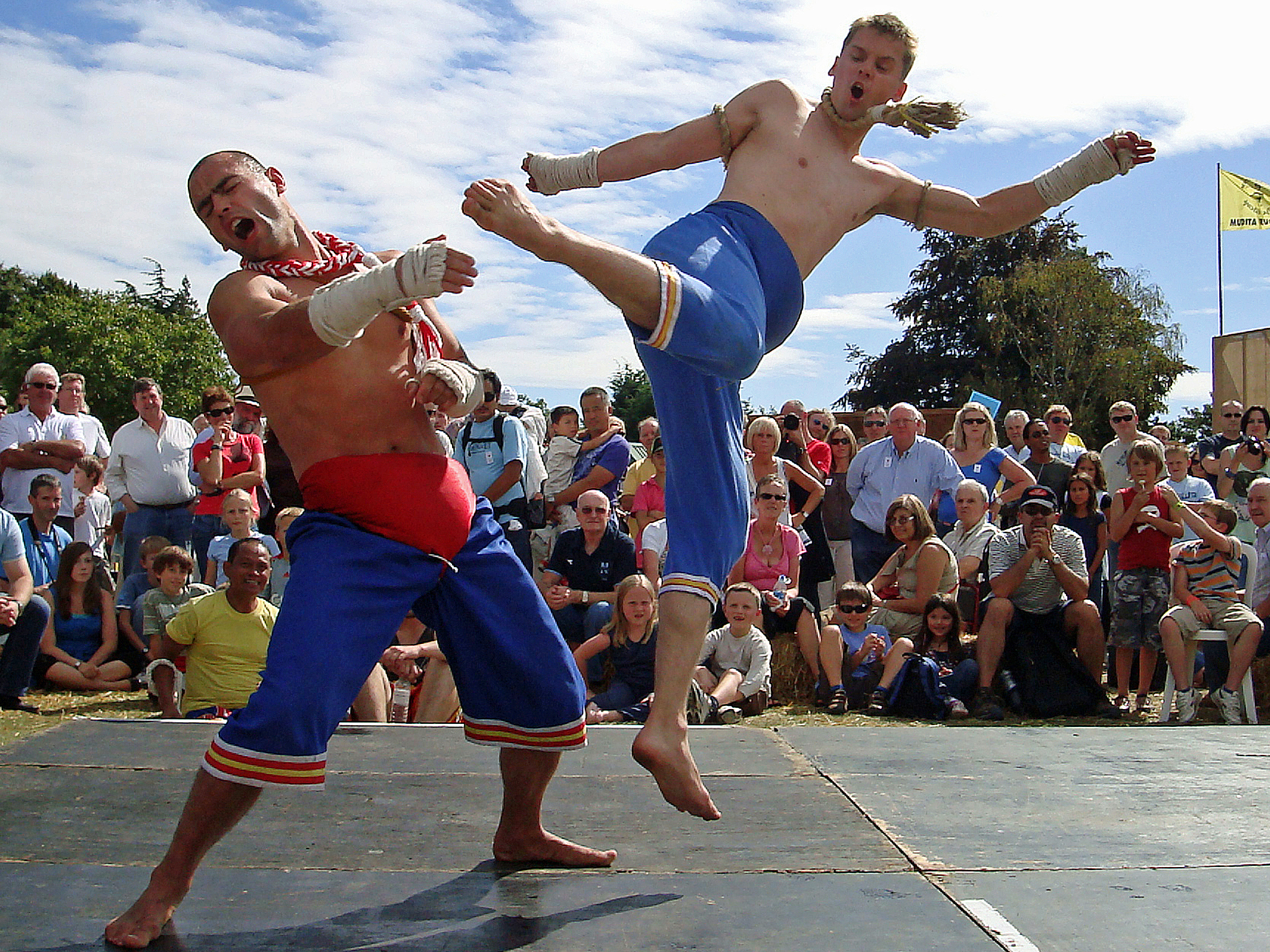
Due combattenti durante il match

Nell'antico Siam (oggi Thailandia), ogni regione aveva il suo stile particolare che differiva dagli altri per la posizione, per la guardia, per il modo di fasciare le mani e per il modo di colpire. L'insegnamento della muay boran è stato portato avanti prevalentemente dai monaci buddisti, in quanto questi servivano la comunità in qualità di educatori.
Oltre ad essere una tecnica di combattimento pratico per l'uso bellico senza armi, la muay era anche uno sport di combattimento in cui gli avversari combattevano di fronte a spettatori: questo ha fatto sì che diventasse una forma popolare di intrattenimento tra tutti gli strati sociali,diventando parte integrante delle manifestazioni locali.
Anche se originariamente si combatteva a mani nude, i pugili siamesi ad un certo punto hanno cominciato ad avvolgere i pugni e gli avambracci in corda di canapa. Questo tipo di incontro è stato chiamato muay kaad Cheuk (คาด เชือก). Molti credono che si incollassero frammenti di vetro o di gusci rotti sulla canapa per rendere l'incontro più cruento, ma questo è discutibile. Si ritiene infatti, che se questa pratica sia mai esistita, non era assolutamente comune. Altri hanno suggerito che i combattenti applicassero i vetri in guerra, ma non in scontri regolari.
La boran divenne gradualmente un mezzo di successo personale, in quanto la nobiltà ha sempre stimato i praticanti abili di quest'arte invitando combattenti selezionati a vivere nel palazzo reale e ad insegnare a soldati, principi e alle guardie del corpo del re. Questa muay boran "reale" è stata anche chiamata muay luang. Durante il periodo di Ayutthaya, un plotone di guardie reali è stato addestrato alla muay luang, in qualità di guardie personali del re. Essi erano meglio conosciuti come Krom Nak Muay (reggimento lottatori muay). Il patrocinio reale alla muay ha continuato durante tutto il regno di Phrachao Suea (che significa re tigre). Voci affermano che fosse così dedito alla muay da travestirsi per poter competere alle fiere nei templi.

### Ascesa e declino
L'ascesa al trono di re Chulalongkorn (Rama V) nel 1868 ha inaugurato un periodo d'oro non solo per la muay, ma per tutto il Siam. Il paese mantenne la pace e l'indipendenza nel periodo in cui il colonialismo europeo si impadronì di gran parte del Sud-est asiatico e la muay era un mezzo di esercizio fisico, di auto-difesa, di divertimento e di crescita personale. Almeno quattro stili regionali dell'arte erano già in essere al momento ed erano: 
- Muay Thasao al nord
- Muay Khorat ad est o nord-est
- Muay Lopburi al centro
- Muay Chaiya al sud.

(detto popolare che spiega le caratteristiche di ogni stile)
Nel corso dei secoli XIX e XX, sono state messe in atto regole più vicine al pugilato occidentale. Tra queste, quella che i lottatori devono indossare guanti da boxe. Molte delle tecniche tradizionali sono state vietate o sono cadute in disuso.
In questo periodo è entrato in uso il termine muay thai per indicare il nuovo stile, mentre la forma più antica è indicata come muay boran.

## Stili Tradizionali

### Muay Chaiya
Muay Chaiya è stato creato da Phor Than Mar, un monaco cinese, che era in viaggio e soggiornava nel villaggio di Pum Riang nel distretto di Chaya. Phor Than Mar addomesticò un elefante che danneggiava le fattorie. La forza di questo stile sono le tecniche che possono essere utilizzate contro persone più pesanti e possono essere utilizzate se l'utente non è in ottima forma. Il punto debole di questo stile sono gli attacchi che non sono decisivi e richiedono contrattacchi.

### Muay Korat
Il Muay Korat si è sviluppato in Cambogia ed è stato reso popolare nella città di Korat durante l'era Rattanakosin. Il principale punto di forza di questo stile è la potenza dei suoi attacchi, con l'uso di colpi ad ampio angolo da lunghe distanze e colpi diretti da brevi distanze. I pugili Korat si concentrano anche sul blocco dell'offesa dell'avversario, di solito con una presa al collo che consente al pugile di sferrare più colpi sull'avversario. La principale debolezza di questo stile è la perdita di resistenza dopo gli attacchi a colpi multipli. 

### Muay Lopburi
Muay Lopburi è uno degli stili più antichi di Muay Boran, sviluppato dai Mons di Dvaravati, ha avuto origine nella Thailandia centrale intorno al VII secolo d.C. A differenza di Muay Korat, Lopburi si concentra su velocità e agilità, con i pugili che cercano di distrarre l'avversario per trovare un'apertura per un attacco. Successivamente, il pugile mette costantemente sotto pressione l'avversario con i suoi colpi controllando anche il ritmo con il suo gioco di gambe. 

### Muay Thasao
Il Muay Thasao è più recente rispetto agli altri stili, e il suo principale punto di forza è la difesa. I pugili Thasao si affidano alla velocità e alla versatilità, che consentono loro di cambiare posizione e postura per adattarsi allo stile dell'avversario proteggendosi allo stesso tempo dai calci alle gambe dell'avversario. 

### Hanuman
ovvero il dio scimmia. È lo stile dell'imprevedibilità (tecniche al volo, ruotate, con cadute, ecc.).

### Muay Long
Lo stile praticato dalle guardie del re, noto anche come royal muay thai

### Lert rit
Lert rit (o pugilato della potenza colossale) è il nome generico dell’insieme dei principi e delle tecniche di combattimento utilizzate dai militari siamesi per secoli sui campi di battaglia del Sud-est asiatico. Questa forma di muay è stata utilizzata principalmente dagli appartenenti ai reparti speciali dell’Esercito Reale del Siam per difendere i confini, per garantire la sicurezza dei membri della famiglia reale e come tecnica primaria di combattimento corpo a corpo (close combat) una volta privati delle armi..